# Revox

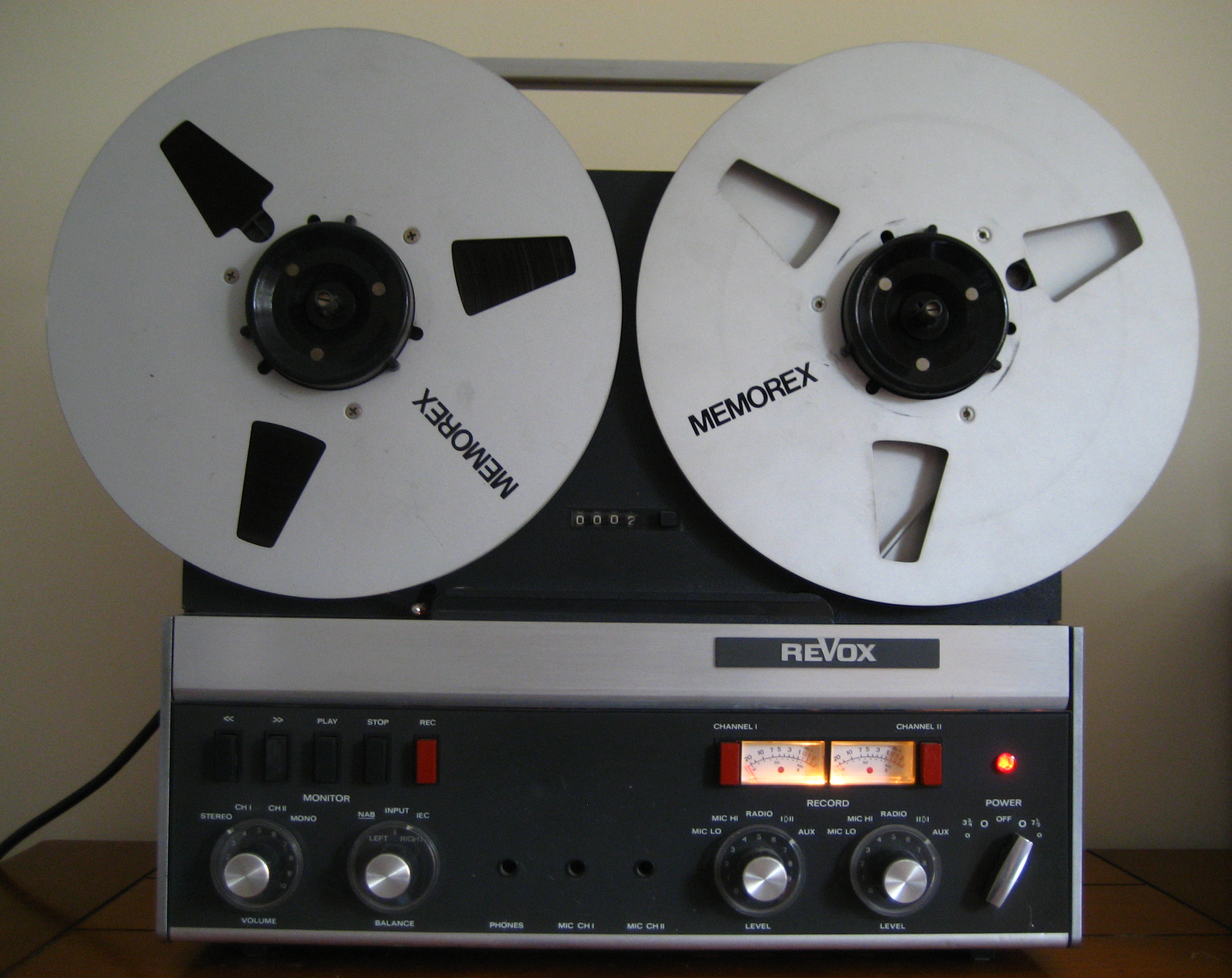
Un Revox A77 Mk IV, nombre d'exemplaires A77 460.000

Un magnétophone Revox produit vers 1985

Revox est une marque déposée suisse de matériel audio enregistrée par Studer le 27 mars 1951. Sous cette marque seront diffusés des équipements grand public ou semi-professionnels tandis que la marque Studer sera réservée aux équipements professionnels.

## Histoire
Willi Studer, le génial créateur et père fondateur de l'organisation mondiale Studer/Revox, ouvre sa société "Willi Studer, Factory for Electronic Equipment" à Herisau, en Suisse. En parallèle du développement et de la fabrication d'oscilloscopes haute tension, la jeune entreprise se tourne rapidement vers le développement de magnétophones à bobine, initialement commercialisés sous le nom de Dynavox.
Traco Company (ZH) a fait appel à Willy Studer en 1948, qui met au point le DynaVox T26. Mis en production en décembre 1949 et devient le premier magnétophone à bande produit en Europe.
Le nom de Revox est utilisé dès 1951. Aux vues des succès du T26, Willy Studer créé avec son ami Hans Winzeler, la société ELA AG. En même temps, Willy Studer créé au sein de ELA AG, la marque STUDER. Jusqu’en 1951, les firmes Studer et Revox vont se développer de paire. La marque Studer est destinée au professiopnnels, tandis que Revox est destiné au grand public. La société développe l'enregistreur Studer A27, avec lequel le premier enregistrement en direct de la radio suisse sera effectué.
Progressivement, au cours des années suivantes, l'entreprise va élargir son offre à du matériel hi-fi de haute qualité et va trouver des partenaires et revendeurs dans différents pays d'Europe, d'Amérique du Sud et du Nord. Elle déménage à Regensdorf en 1959.
Pendant une trentaine d’années, Willy Studer ne cesse de se développer, totalisant 1480 employés et un chiffre d’affaires de 55 millions. En 1986, la firme aura un chiffre d’affaires de 224 millions, plus que toutes firmes de la branche ne le fera.
En 1978, Willy Studer reçoit le titre de Docteur honoris causa de l’École polytechnique fédérale de Zurich.
En 1990, après avoir longtemps hésité, Willy Studer vend toutes ses entreprises à Motor-Columbus. Willy Studer décède le 1er mars 1996.
Revox et Studer seront repris en 1994 par Harman.

## Sélection des appareils

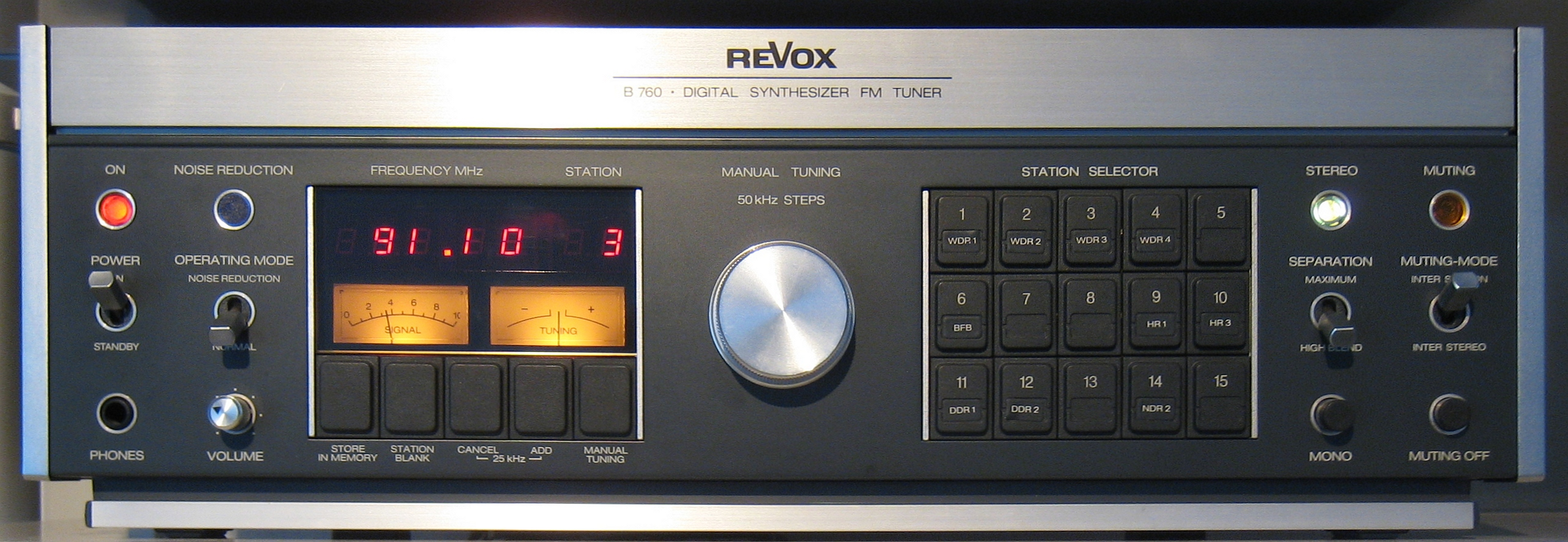
Revox B760 tuner (1977–1999), comme prédécesseur A 720 connu pour ses bonnes caractéristiques de réception[2].
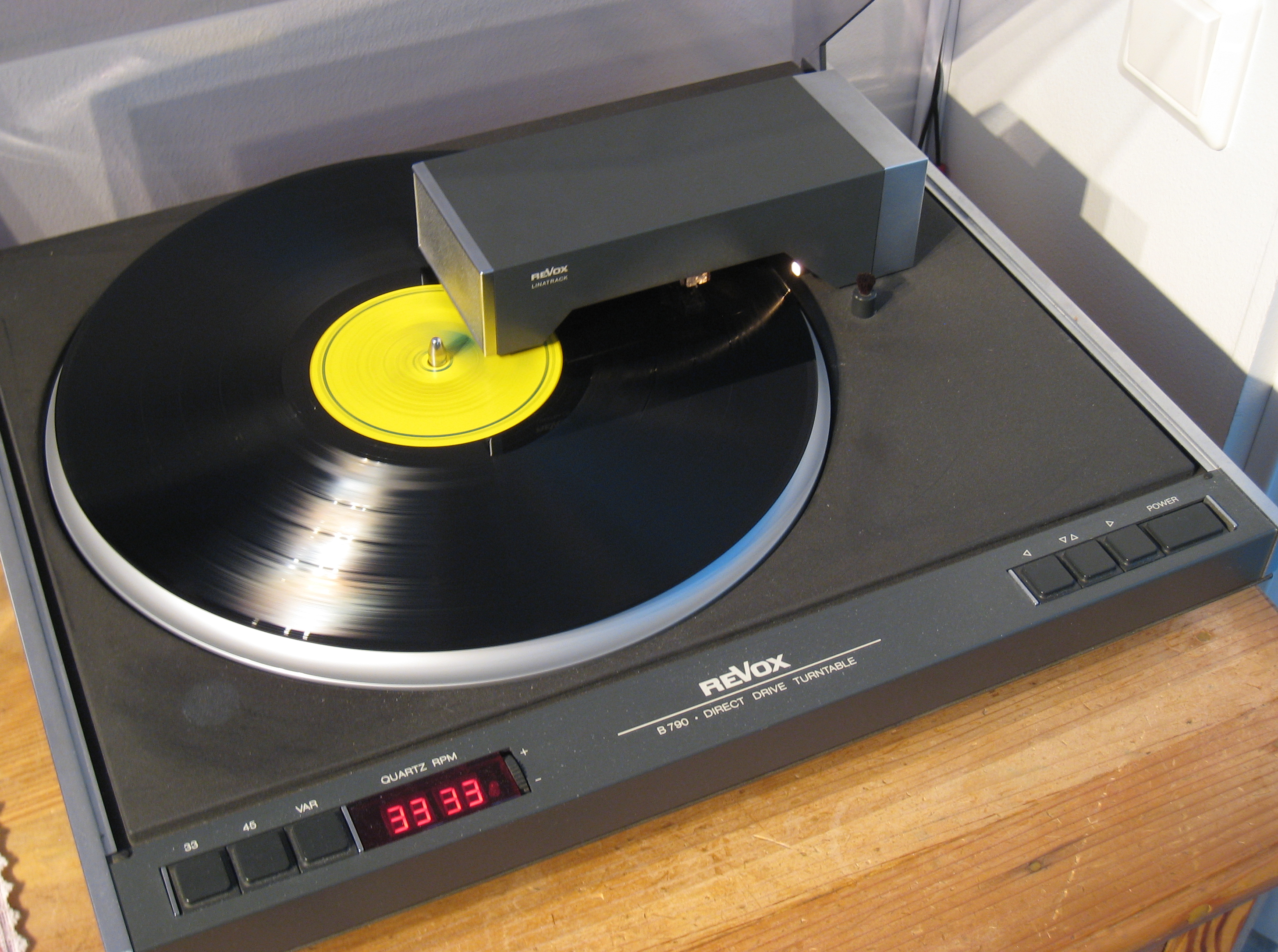
Revox B790 plateau tournant avec bras de tonalité tangentielle (1977–1982)
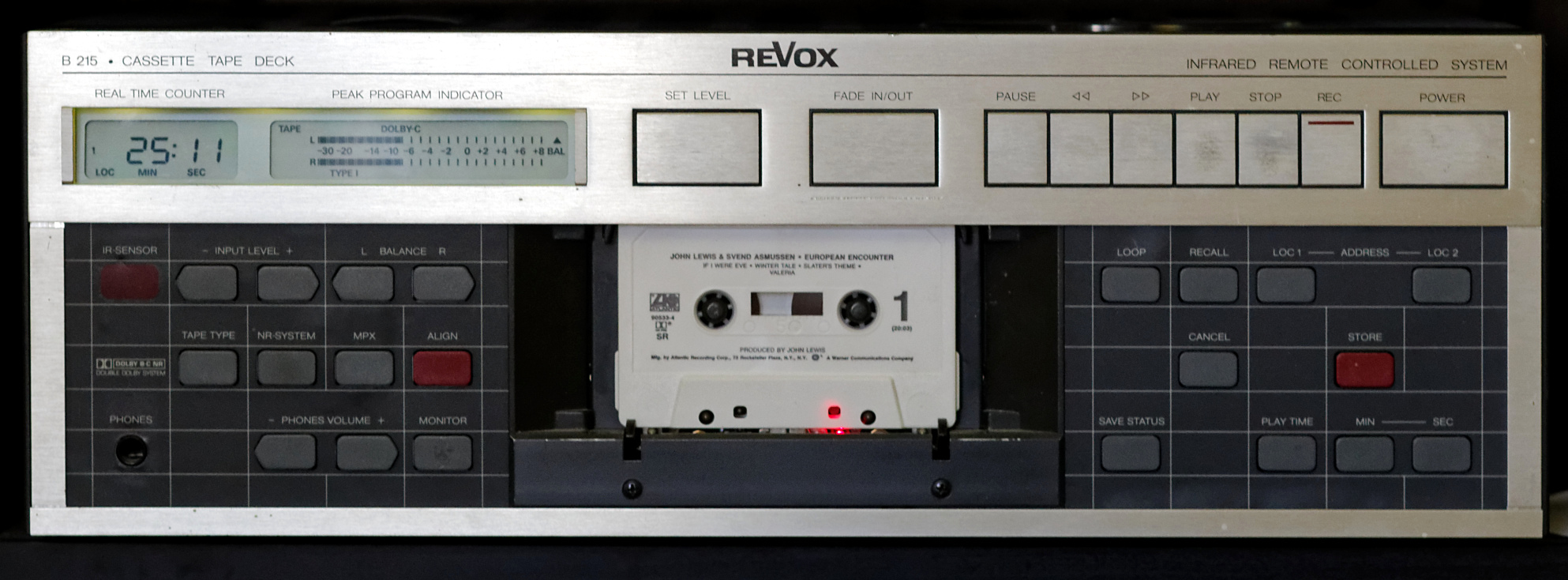
Revox B 215 lecteur de cassettes à quatre moteurs sans courroie (1985–1992)
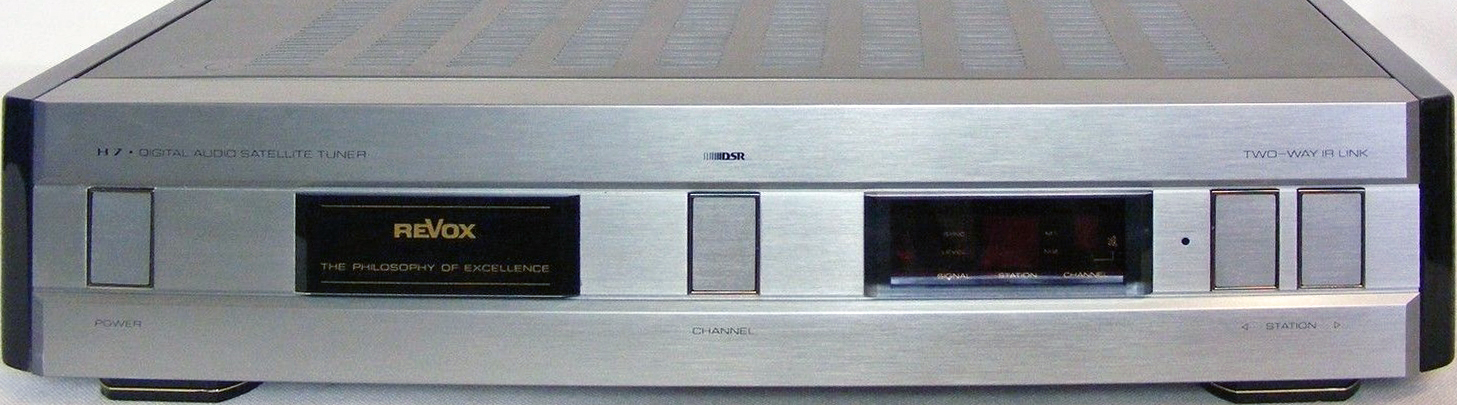
Revox H7, syntoniseur numérique Séries H (1991-1995)
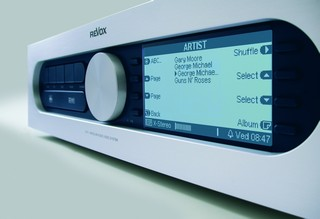
Revox Re:system M51 – Système Audio-Vidéo Modulaire (2002)
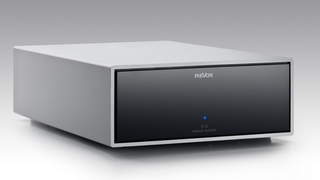
Joy S119, récepteur de réseau (depuis 2012)